# Necesidades educativas especiales
El concepto de necesidades educativas especiales (NEE) fue introducido en la ley española de educación de 1990, o Ley Orgánica de Ordenación General del Sistema Educativo (LOGSE). Se trata de un término que data de los años 70 pero que fue popularizado en los 80 por el Informe Warnock, elaborado por la Secretaría de Educación del Reino Unido en 1978. La novedad de este concepto radica en que pretende hacer hincapié en los apoyos y ayudas que el alumno necesita más que en un carácter pretendidamente diferenciado de la educación especial.

## Definición
La mayoría de personas que son estudiantes presentan necesidades educativas, pero algunos estudiantes o personas presentan necesidades educativas especiales. Estas tienen un carácter dinámico, ya que aparecen entre las características propias del sujeto y lo que entrega el sistema o programa de estudio. Las NEE no están siempre relacionadas con una dificultad de aprendizaje, también pueden presentarse porque el alumno capta y aprende demasiado rápido, por lo que necesita estar avanzando y aprendiendo más cosas que los demás. Para ambos casos, deben realizarse adaptaciones curriculares y buscar la metodología o estrategia de trabajo adecuada para poder satisfacer aquellas necesidades educativas especiales.
La ley educativa vigente en España, LOMCE 8/2013 de 9 de diciembre, Ley para la Mejora de la Calidad Educativa, que modifica en su Artículo Único a la LOE 2/2006 del 3 de mayo, Ley Orgánica de Educación, aún vigente, aborda en su título II los ACNEAE (Alumnos con Necesidades Específicas de Apoyo Educativo), es decir, al alumnado que presenta «Necesidades educativas especiales, dificultades específicas de aprendizaje, altas capacidades intelectuales, tardía incorporación al sistema educativo, condiciones personales o historia escolar específica...» (artículo 71.2).
El alumnado con necesidades educativas especiales es aquel que requiera, por un periodo de su escolarización o a lo largo de toda ella, determinados apoyos y atenciones educativas específicas derivadas de discapacidad o trastornos graves de conducta (artículo 73).
Esta definición es actualizada con las nuevas Instrucciones de 8 de marzo de 2017, en las que se hace referencia a este como: "aquel que requiere, por un período de su escolarización o a lo largo de toda ella, atención específica, derivadas de diferentes grados y tipos de capacidades personales de orden físico, psíquico, cognitivo o sensorial".
Según la LOMLOE (Ley Orgánica 3/2020, de 29 de diciembre, por la que se modifica la Ley Orgánica 2/2006, de 3 de mayo, de Educación), se entiende por alumnado que presenta necesidades educativas especiales, aquel que afronta barreras que limitan su acceso, presencia, participación o aprendizaje, derivadas de discapacidad o de trastornos graves de conducta, de la comunicación y del lenguaje, por un periodo de su escolarización o a lo largo de toda ella, y que requiere determinados apoyos y atenciones educativas específicas para la consecución de los objetivos de aprendizaje adecuados a su desarrollo.
La discapacidad intelectual implica una serie de limitaciones en las habilidades que la persona aprende para funcionar en su vida diaria y que le permiten responder ante distintas situaciones y lugares. A las personas con discapacidad intelectual les cuesta más que a los demás aprender, comprender y comunicarse. La discapacidad intelectual no siempre es permanente, es decir, ni para toda la vida, con trabajo terapéutico y atenciones pertinentes de los especialistas adecuados se pueden lograr grandes avances y tiene un impacto importante en la vida de la persona y de su familia.
La superdotación intelectual es definida por Joseph Renzulli (1994) como por la posesión de tres conjuntos básicos de características estrechamente relacionadas y con un igual énfasis en cada una de ellas:
- Una capacidad intelectual superior a la media, en relación tanto a habilidades generales como específicas.
- Un alto grado de dedicación a las tareas refiriéndose a perseverancia, resistencia, conocimiento, muestran más eficacia en el empleo de procesos metacognitivos.
- Tienen una capacidad superior para resolver problemas de gran complejidad, aplicando el conocimiento que ya poseen y sus propias habilidades de razonamiento.
- Poseen una gran habilidad para abstraer, conceptualizar, sintetizar, así como para razonar, argumentar y preguntar.
- Presentan gran curiosidad y un deseo constante sobre el por qué de las cosas, así como una variedad extensa de intereses.
- Tienen una alta memoria.
- Presentan un desarrollo madurativo precoz y elevado en habilidades perceptivo-motrices, atencionales, comunicativas y lingüísticas.

Los casos de «altas capacidades intelectuales» (superdotados) también se consideran como personas con necesidades específicas de apoyo educativo, ya que en este caso, los contenidos curriculares suelen resultar fácil o incluso aburridos para este alumnado, que tiene mayor capacidad.
Por ello se proponen como soluciones:
- Aceleración: El alumno es avanzado un curso, para compensar su mayor capacidad. A veces es necesario más de una aceleración.
- Adaptación curricular: El alumno trabaja en programas para complementar sus estudios normales. Asimismo, son consideradas como las modificaciones que se efectúan sobre el currículo ordinario, necesarias para dar respuesta a la necesidad de aprendizaje de cada alumno.

Así como existe una necesidad educativa especial (NEE) asociada a discapacidad intelectual, existen más ejemplos de ello:
- NEE asociada a discapacidad física
- NEE asociada a discapacidad auditiva
- NEE asociada a discapacidad visual
- NEE asociada a trastornos del espectro autista
- NEE asociada a trastornos graves de conducta
- NEE asociada a trastornos graves del desarrollo
- NEE asociada a trastornos de la comunicación
- NEE asociada a trastornos por déficit de atención con o sin hiperactividad
- NEE asociada a otros trastornos mentales

## Integración educativa
La integración o inclusión educativa es un proceso, a través del cual, las escuelas regulares van buscando y generando los apoyos que requiere el alumnado con dificultades de aprendizaje, necesidades educativas especiales o con alguna discapacidad. Para integrar a los estudiantes con NEE hay que identificar las diferencias individuales del estudiante (en qué lugar de la escalera del desarrollo se encuentra, desafíos biológicos, patrones
familiares, etc.); de esa manera se podrá crear objetivos individuales según las necesidades de cada estudiante. El estudiante con NEE presenta condiciones de aprendizaje diferentes o dificultades en el aprendizaje mayores que el promedio de los alumnos, lo que le dificulta o impide acceder al currículo que le corresponde por su edad, de forma que requiere para compensar dichas diferencias, adecuaciones en una o varias áreas del currículo. Por lo tanto hace referencia a la interacción entre la persona que aprende y su entorno.

## Recorrido histórico
Las diferentes categorías de la Educación Especial aparecieron cuando ocurrieron los cambios en el campo de dificultades de aprendizaje. La evolución de la terminología llegó como su propia categoría por parte de las preocupaciones de los padres y los profesores quienes pensaban que los alumnos con dificultades de aprendizaje deben ser separados de los alumnos con necesidades educativas. Desde esta opinión, llegaron evaluaciones para detectar un trastorno y por eso la necesidad de tener escuelas separadas para los alumnos quienes no coinciden con el desarrollo normal en los test. Además, es una extensión del concepto de la educación especial que fue más conocido durante la primera mitad del siglo XX. Cuando la mitad del siglo llegó, el concepto de la educación especial movió afuera de los trastornos y tuvo más en cuenta las influencias sociales y culturales. Con estos cambios las Necesidades Educativas Especiales lograron como su propia categoría de dificultades de aprendizaje y separó de la educación especial. También después de los años sesenta y setenta, Marchesi propuso diez factores que fueron determinantes por el término «necesidades educativas especiales» a causa de los cambios que habían ocurrido. Algunos incluyen la concepción de los trastornos y los procesos del desarrollo, las experiencias con la integración y los movimientos por la igualdad. La evolución de la terminología puede ser caracterizada por las siguientes etapas: «el modelo clínico tradicional, el paradigma de la rehabilitación y, más recientemente, el paradigma de la autonomía personal…» 
En general hay una ampliación del concepto como algo más inclusivo de la diversidad y que continuamente está desarrollándose.

## Desarrollo histórico de las necesidades educativas especiales a causa de las leyes
No fue hasta los años sesenta en cuando el término «Necesidades Educativas Especiales» fue utilizado en Europa después de su éxito en Norteamérica y por parte de los siguientes leyes:
- Real decreto 334/85 de 6 de marzo, de Ordenación de la Educación Especial: Provee las medidas por «… la progresiva transformación del sistema educativo con objeto de garantizar que los alumnos con necesidades especiales puedan alcanzar en el máximo grado posible…».
- Ley Orgánica 1/90 de 3 de octubre de Ordenación General del Sistema Educativo: Establecido antes de la de la educación, requiere que la educación es obligatoria hasta los 16 años. Pero más importante es como, «… fomenta una formación personalizada que propicia la educación integral en conocimientos, destrezas y valores de los alumnos, ateniendo a la diversidad de capacidades, interese y motivaciones de los mismos».
- La Ley Orgánica 2/2006, de 3 de mayo, de Educación: Presente maneras de proveer recursos a los alumnos para garantizar la escolarización. Por ejemplo, las Administraciones educativas requiere que, «… asegurar los recursos necesarios para que los alumnos y alumnas que requieran una atención educativa diferente a la ordinaria…pueden alcanzar al máximo desarrollo posible…» (LOE cap.1). También integra a los padres en la discusión y las decisiones sobre la educación de sus hijos con necesidades educativas especiales. Una parte principal del Artículo 74 es que la escolarización, «… asegurará su no discriminación y la igualdad efectiva en el acceso y la permanencia en el sistema educativo, pudiendo introducirse medidas de flexibilización de las distintas etapas educativas…» (LOE cap.1).[5]

## Educación y NEE
Con anterioridad a la LOGSE, la atención a los alumnos con importante discapacidad o graves problemas de aprendizaje o comportamiento se dirigía a la concentración en centros específicos diferenciados de los centros normalizados. El concepto de NEE derivado de las propuestas de integración y normalización extraídas del Informe Warnock, supone que parte de los recursos materiales y personales empleados en aquellos centros se trasladen a los centros ordinarios, permaneciendo en los centros específicos los casos de mayor gravedad. Aquellos alumnos de menor gravedad con especiales dificultades en el aprendizaje comparten los aprendizajes impartidos en el aula ordinaria con el resto de compañeros, si bien necesitan unas adaptaciones para intentar conseguir el máximo de objetivos que propone el currículo de su grupo. Estas adaptaciones se denominan adaptaciones curriculares y se clasifican en Adaptaciones Curriculares de Acceso y en Adaptaciones Curriculares Individualizadas (ACI). Las adaptaciones curriculares de acceso tiene como objetivo modificar o dotar a los centros de los recursos, materiales, espacios, personal, etc., necesarios para que el alumnado pueda acceder de manera satisfactoria al currículo. Por su parte, las Adaptaciones Curriculares Individualizadas, se clasifican en dos tipos: no significativas y significativas. Las adaptaciones no significativas pueden modificar elementos no prescriptivos del currículo como metodología, temporalización, espacios... Por su parte, las adaptaciones significativas permiten adaptar y/o modificar todos los elementos del currículo, incluidos los objetivos y criterios de evaluación. Ante la necesidad de atención individualizada específica, se crea el modelo de aula de Apoyo a la Integración en la que estos alumnos con dificultades son atendidos por especialistas en Educación Especial en tiempo más o menos prolongado, asesorados por profesionales (educadores sociales, médicos, psicopedagogos, pedagogos, psicólogos, logopedas, asistentes sociales, fisioterapeutas, terapeutas ocupacionales) pertenecientes a un equipo de orientación creado para tal fin.

## Clasificación de las NEE
La denominación de necesidades educativas especiales, está referida a los alumnos con dificultades importantes en el aprendizaje, esta definición, intenta crear un enfoque en el que se acentúen las necesidades pedagógicas que estos presentan y los recursos que se han de proporcionar, en lugar de realizar categorías diagnósticas por el tipo de discapacidad que los afectan, si bien no se deben obviar los aspectos clínicos en la evaluación e intervención de estas necesidades.
Las necesidades educativas especiales pueden ser temporales y permanentes y a su vez pueden ser debidas a causas:
- Físicas
- Psíquicas
- Situación socio-familiar
- Otros casos de inadaptación (cultural, lingüística, etc.)

Las necesidades educativas especiales pueden aparecer en categorías diferentes en cada alumno. Algunos de los más frecuentes son las siguientes:
- Percepción e interacción con las personas y el entorno físico
- Desarrollo emocional y socioafectivo
- Desarrollo y adquisición del lenguaje y la comunicación
- Adquisición de hábitos
- Lenguaje
- Dificultades con la lengua extranjera
- Matemáticas
- Expresión artística y educación física
- Desarrollo personal y social
- Desarrollo intelectual
- Interacción entre iguales
- Condiciones del proceso de enseñanza y aprendizaje

También pueden estar asociadas al ambiente escolar en el que se educa a los alumnos. Si la escuela no está sensibilizada a brindar la atención a la diversidad de aprendizaje de los alumnos, los maestros no están lo suficientemente preparados, la metodología y las estrategias de enseñanza no son adecuadas o las relaciones interpersonales y la comunicación entre la comunidad educativa está deteriorada puede afectar seriamente en el aprendizaje escolar de los alumnos y propiciar la presencia de necesidades educativas especiales.

## Evaluación e intervención
Con respecto a la evaluación, está concentrada en las necesidades educativas de un individuo en vez de las deficiencias. La meta es buscar por las cosas que hace bien el alumno y cuáles son más difíciles para modificar el plan de actuación. También es necesario tener en cuenta el contexto escolar para mejorar el ambiente en que aprende el alumno para tener mayor integración.

## Investigaciones en España
- Universidad Complutense de Madrid: 
  - Enfoque centrado en el lenguaje: Santiuste y Beltrán (1998); Santiuste (1998).
  - Enfoque centrado en las matemáticas y sus problemas: Bermejo (1993); Bermejo y Lago (1991); Bermejo, Oliva y Rodríguez (1993, 1994a y 1994b); Bermejo, Lago y Rodríguez (1997, 2000); Lago y Rodríguez (1999).
- Universidad de Granada: 
  - Enfoque centrado en los problemas de lenguaje escrito, conciencia fonológica y habilidades metalingüísticas: Defior (1991, 1994); Defior, Gallardo y Ortúzar (1995); Justicia Defior y Pelegrina (1994).
  - Enfoque centrado en las alteraciones del lenguaje oral: Mendoza (1991).
- Universidad de Málaga: 
  - Enfoque centrado en la lectura y en los problemas sociales de las dificultades del aprendizaje: González Valenzuela y Romero (2000).
- Universidad de Santiago de Compostela:
  - Enfoque centrado en las dificultades de las matemáticas: Deaño (1994, 1998).
- Universidad de Sevilla:
  - Enfoque centrado en los problemas de las matemáticas: Saldaña y Rodríguez (2000); Rodríguez y Saldaña (2000); Aguilera y Mora (1993).
- Universidad de Oviedo:
  - Enfoque instruccional y de intervención psicopedagógica en torno a los déficit afectivos y motivacionales: Núñez y González-Pumariega, (1998).
  - nfoque instruccional y de intervención psicopedagógica en torno a las dificultades de las matemáticas: González-Pienda (1998).
- Universidad de Valencia:
  - Enfoque centrado en problemas matemáticas: Miranda, Fortes y Gil (1998).
- Universidad de Valladolid:
  - Enfoque centrado en las matemáticas y el conocimiento base: Carbonero (1993, 2000); Carbonero y Crespo (1998).

## Nueva terminología
La Ley Orgánica 2/2006 de Educación (LOE) abandona el modelo de «integración» escolar a favor de un modelo de «inclusión», en el que ya no se trata de que el alumno se ajuste al sistema educativo en el que se le pretende integrar, sino de ajustar el propio sistema educativo a la diversidad de su alumnado.
```
El Niño con Necesidades Educativas Especiales: es aquel que en comparación con sus compañeros se encuentra muy por debajo o muy por arriba en cuanto a habilidades cognitivas y por ello requiere que se incorporen a su proceso de aprendizaje apoyos especiales o extraordinarios para que la curricula básica se adapte a ellos.
```

La LOE en el título II sobre Equidad en Educación habla de alumnado con necesidad específica de apoyo educativo. En esta clasificación habría una subdivisión. En primer lugar, alumnado que presenta necesidades educativas especiales, refiriéndose a los alumnos que requieren por un período de su escolarización o a lo largo de toda ella, determinados apoyos y atenciones educativas específicas derivadas de su discapacidad o trastornos graves de conducta. En segundo lugar, estaría el alumnado con altas capacidades intelectuales. En tercer lugar los alumnos con integración tardía en el sistema educativo español. Y por último, el alumnado con dificultades específicas de aprendizaje.
Es muy común hablar de alumnos con necesidades educativas especiales e integrar a todo el colectivo, cuando por propiedad sería de alumnos con necesidad específica de apoyo educativo si hablamos del conjunto.
La LOMCE no modifica sustancialmente esta clasificación. Solo en el artículo 71.2 habla de alumnos y alumnas que requieren una atención educativa diferente, donde, además de los anteriores incluye a los alumnos con Trastorno por Déficit de atención e Hiperactividad (TDAH), y a los alumnos por condiciones personales o de historia escolar.